# Vincenzo Milioto
Vincenzo Milioto (Racalmuto, 5 gennaio 1949) è un politico italiano.

## Biografia
Laurea in medicina e chirurgia, cardiologo.
Nel periodo della diaspora socialista, dopo lo scioglimento del Partito Socialista Italiano di cui aveva fatto parte, è stato uno dei fondatori del Partito Socialista-Sicilia che si è presentato insieme al centrodestra alle elezioni provinciali locali del 1998, ottenendo l'elezione di due consiglieri e la vice-presidenza dell'ente.
Ha organizzato manifestazioni a Roma, come Gennaio 2000 (oratoria funerale per Bettino Craxi) e, nel gennaio 2001, ha partecipato alla fondazione del Nuovo PSI.
È stato eletto alla Camera dei deputati nel 2001, nel collegio maggioritario di Canicattì, in rappresentanza della coalizione di centrodestra.
Già sindaco di Racalmuto negli anni ottanta, nel maggio 2002 è stato candidato Sindaco del suo paese, Racalmuto, arrivando secondo al ballottaggio dietro l'esponente del centrosinistra.
Nella XIV Legislatura è segretario della Giunta per le Autorizzazioni; membro della Commissione Attività Produttive, Commercio e Turismo; membro del Comitato parlamentare per i procedimenti di accusa.
Al congresso del Nuovo PSI dell'ottobre 2005, aveva in un primo momento sostenuto la mozione del segretario Gianni De Michelis, ma poi ha scelto le posizioni di Bobo Craxi e dell'allontanamento dalla Casa delle Libertà per ricercare un'alleanza con L'Unione.
Nel febbraio 2006, ha preso parte alla scissione interna del partito, aderendo al nuovo movimento politico denominato I Socialisti, che lo candidano, per le elezioni 2006, come capolista al Senato in Sicilia. Tuttavia tale formazione non elegge alcun parlamentare, in quanto non riescono a superare gli sbarramenti previsti dalla legge elettorale.